# Vallkärra landskommun
Vallkärra landskommun var en tidigare kommun i dåvarande Malmöhus län.

## Administrativ historik
Kommunen bildades i Vallkärra socken i Torna härad i Skåne när 1862 års kommunalförordningar trädde i kraft. 
Vid kommunreformen 1952 uppgick kommunen i Torns landskommun som 1967 uppgick i Lunds stad som 1971 ombildades till Lunds kommun.

## Politik

### Mandatfördelning i Vallkärra landskommun 1938-1946
| 9 | 4 | 6 |

| 18 |

| 9 | 10 |

| 18 |

| 9 | 10 |

| 17 |